# Goniothalamus latestigma
Goniothalamus latestigma este o specie de plante din genul Goniothalamus, familia Annonaceae, descrisă de Cecil Ernest Claude Fischer. Conform Catalogue of Life specia Goniothalamus latestigma nu are subspecii cunoscute.